# Les Alliés
Les Alliés település Franciaországban, Doubs megyében. Lakosainak száma 171 fő (2022. január 1.). Les Alliés Pontarlier és Pays-de-Montbenoît községekkel határos.

## Népesség
A település népességének változása:
| Lakosok száma | 61   | 63   | 56   | 107  | 132  | 142  | 158  | 166  | 170  | 171  |
|               | 1968 | 1982 | 1990 | 2006 | 2013 | 2015 | 2017 | 2019 | 2020 | 2022 |